# Bildstock (Apfeltrach)

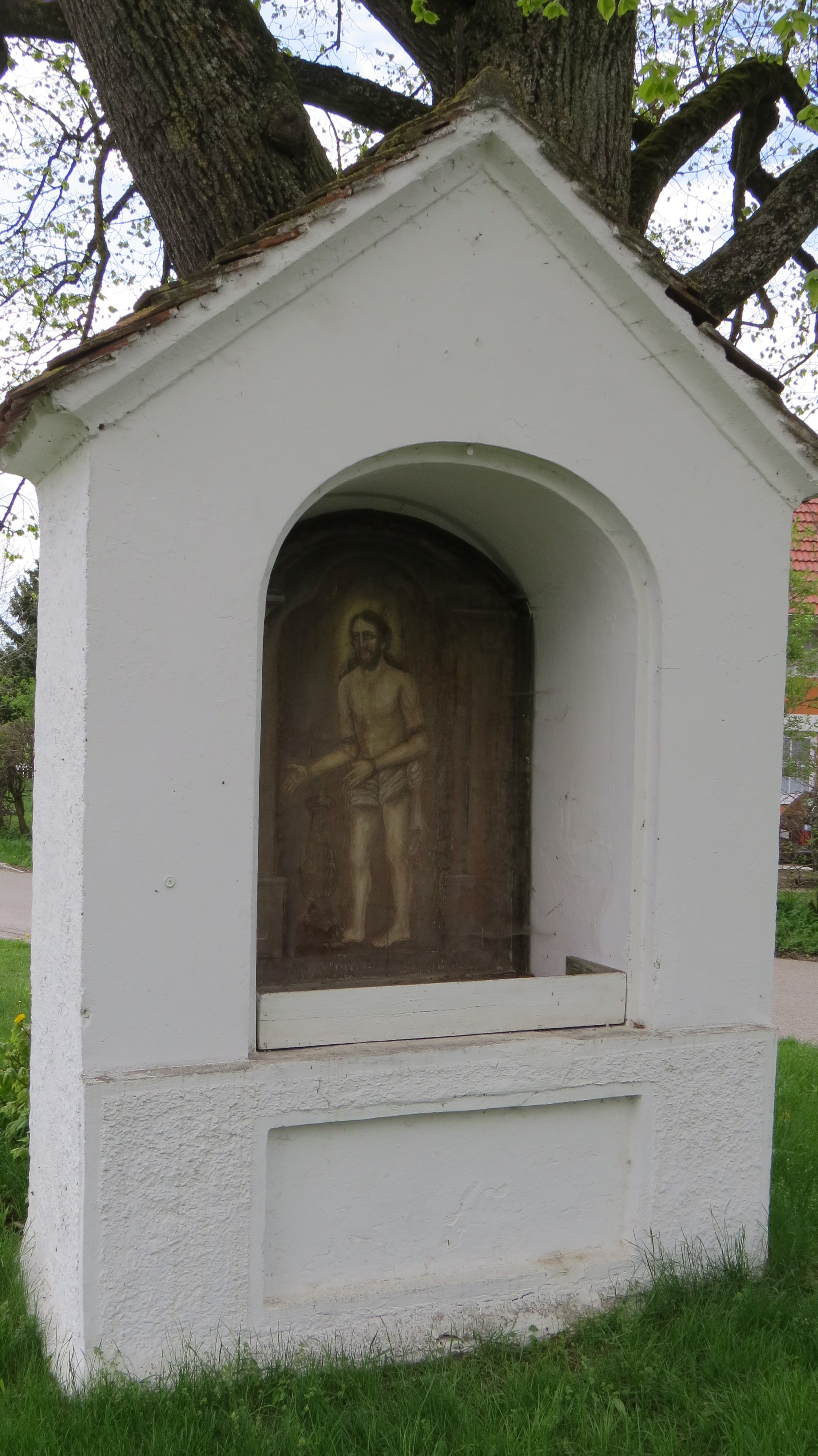
Bildstock in Apfeltrach

Der Bildstock in Apfeltrach, einer Gemeinde im Landkreis Unterallgäu in Bayern, befindet sich an der Ecke der Hauptstraße und der Saulengrain. Der unter Denkmalschutz stehende Bildstock wurde vermutlich im 18. Jahrhundert geschaffen und im späten 19. Jahrhundert erneuert. Er besteht aus einem querrechteckigen, gemauerten Gehäuse, in dem eine nahezu halbrund geschlossene Nische enthalten ist. Der Sockel darunter besitzt eine querrechteckige Blende. Gedeckt ist der Bildstock mit einem Satteldach mit Karniesgesims. In der Nische befindet sich ein Gemälde aus Holz, aus dem 18. Jahrhundert, mit der Darstellung des Christus an der Geißelsäule.